# Blepharis longifolia
Blepharis longifolia är en akantusväxtart som beskrevs av Gustav Lindau. Blepharis longifolia ingår i släktet Blepharis och familjen akantusväxter. Inga underarter finns listade i Catalogue of Life.